# Hickman (Califòrnia)
Hickman és una població dels Estats Units a l'estat de Califòrnia. Segons el cens del 2000 tenia 457 habitants.

## Demografia
Segons el cens del 2000, Hickman tenia 457 habitants, 139 habitatges, i 116 famílies. La densitat de població era de 138,9 habitants/km².
Dels 139 habitatges en un 38,8% hi vivien nens de menys de 18 anys, en un 67,6% hi vivien parelles casades, en un 11,5% dones solteres, i en un 16,5% no eren unitats familiars. En el 12,9% dels habitatges hi vivien persones soles el 2,9% de les quals corresponia a persones de 65 anys o més que vivien soles. El nombre mitjà de persones vivint en cada habitatge era de 3,29 i el nombre mitjà de persones que vivien en cada família era de 3,55.
Per edats la població es repartia de la següent manera: un 30,4% tenia menys de 18 anys, un 9,8% entre 18 i 24, un 29,1% entre 25 i 44, un 19,5% de 45 a 60 i un 11,2% 65 anys o més.
L'edat mediana era de 34 anys. Per cada 100 dones de 18 o més anys hi havia 101,3 homes.
La renda mediana per habitatge era de 33.333 $ i la renda mediana per família de 34.583 $. Els homes tenien una renda mediana de 41.250 $ mentre que les dones 21.618 $. La renda per capita de la població era de 16.693 $. Entorn del 13,3% de les famílies i el 21,1% de la població estaven per davall del llindar de pobresa.

## Poblacions més properes
El següent diagrama mostra les poblacions més properes.